# La Vernia
La Vernia est une ville située au nord du comté de Wilson, au Texas, aux États-Unis,.

## Démographie
Lors du recensement de 2022, la ville comptait une population de 1 233 habitants.

### Source de la traduction
- (en) Cet article est partiellement ou en totalité issu de l’article de Wikipédia en anglais intitulé « La Vernia, Texas » (voir la liste des auteurs).